# Enaulophyton
Enaulophyton é um género botânico pertencente à família Melastomataceae.